# Barbara F. Reskin
Barbara F. Reskin (* 1945 in Saint Paul, Minnesota) ist eine US-amerikanische Soziologin und emeritierte Professorin der University of Washington. 2002 amtierte sie als Präsidentin der American Sociological Association (ASA). Sie ist bekannt durch ihre Beiträge zur Arbeitssoziologie.
Reskin machte alle akademischen Abschlüsse im Fach Soziologie an der University of Washington: B.A. (1968), M.A. (1970) und Ph.D. (1970). Sie war Professorin an der University of Michigan (1983–85), der University of Illinois (1985–91), an der Ohio State University (1991–97), der Harvard University (1997–2002) und seit 2002 an der University of Washington.
2001 wurde Reskin zum Mitglied der American Academy of Arts and Sciences gewählt, 2006 zum Mitglied der National Academy of Sciences.

## Schriften (Auswahl)
- Mit Irene Padavic: Women and men at work. Pine Forge Press, Thousand Oaks 1994, ISBN 0803990227 (2. Auflage, Thousand Oaks 2002, ISBN 076198710X).
- Sex differences in the professional life chances of chemists. Arno Press, New York 1980, ISBN 0405129874.